# Čistá (ort i Tjeckien, Mellersta Böhmen, lat 50,47, long 14,84)
Čistá är en ort i Tjeckien.   Den ligger i regionen Mellersta Böhmen, i den centrala delen av landet, 50 km nordost om huvudstaden Prag. Čistá ligger 287 meter över havet och antalet invånare är 624.
Terrängen runt Čistá är platt.Runt Čistá är det tätbefolkat, med 276 invånare per kvadratkilometer. Närmaste större samhälle är Mladá Boleslav, 8,0 km sydost om Čistá. Trakten runt Čistá består till största delen av jordbruksmark.